# Mezős Tamás
Mezős Tamás (Baja, 1951. december 17.) okleveles magyar építőmérnök, műemlékvédelmi szakmérnök, egyetemi tanár.

## Pályafutása
Tanulmányait szülővárosában végezte, 1970-ben érettségizett a III. Béla Gimnáziumban. Előfelvételis katonai szolgálatát követően egyetemi tanulmányait a Budapesti Műszaki Egyetem Építőmérnöki Karán 1971-76 között folytatta. Első munkahelye az Építéstudományi Intézet volt. 1983-ban előbb levelező, majd 1984 februárjától Hajnóczi Gyula professzor irányításával ösztöndíjas tanulmányokat folytatott a BME Építészettörténeti és Elméleti Intézetében. Ugyanebben az évben lett műemlékvédelmi szakmérnök, majd 1983-ban megszerezte az egyetemi doktori (dr. techn) címet, 1996-ban a műszaki tudomány kandidátusa (PhD) fokozatot nyert, 2002-ben habilitált, és 2008-ban megkapta a DLA címet. 1990-től a BME-n tanít, 2003-tól egyetemi tanár. 2007 és 2010 júniusa között elnöke volt a Kulturális Örökségvédelmi Hivatalnak.
Kutatási területei a klasszikus és 19. századi egyetemes és magyarországi építészettörténet, valamint az építészetelmélet története és a műemlékvédelem elmélete és története.

## Jelentősebb publikációi
- T. Mezős - C. Wagenaar: Story within a story - Recent developments in Budapest; archis - Architecture, City, Visual Culture, Nederlands Architectuurinstituut, Elsevier archis 5. 2000/3. pp. 8–19.
- Mezős Tamás: A magyar műemlékvédelem elmúlt 50 éve – Tézisek a műemlékvédelem elméletének és gyakorlatának értékeléséhez. – Építés- Építészettudomány 2002. 1-2 p. 173-203.
- Mezős Tamás: A szombathelyi Iseum helyreállítás-története és új elvi rekonstrukciója. Építés- Építészettudomány 2005. 33 (3-4) p. 245-287.
- Mezős Tamás: Bauforschung – Building archaeology – Archéology du bâti. Műemlékvédelem LII. évf. 2008. 6. számában p. 376-388
- T. Mezős: Preliminary Research Report on Saint Michael’s Parish Church in Cluj-Napoca Transsylvania Nostra VIII. évf. 2014/2. p. 46-50.

## Fontosabb megvalósult műemléki helyreállításai
- Hajnóczi Gy. - Mezős T.: Aquincum polgárvárosi amphitheatrum műemléki bemutatása - 1986-91
- Gelesz A. - Lenzsér Á. - Mezős T.: A százhalombattai 115. sz. halomsír műemléki bemutatása - 1996-1998
- Mezős T.: Pfullingen (Németország) Villa Burghardt állapotfelvétel és műemléki helyreállítás terve - 1998
- Mezős T. et al: Budapest II. ker. Napraforgó u. 20. sz. alatti Fischer József által tervezett műemléki lakóház helyreállítása - 1999-2000
- Mezős T. et al: Szombathely Isis szentély és fogadó épület rekonstruktív bemutatása - 2006-2010
- Mezős T. et al: Esztergom Berényi Zsigmond u. török kori dzsámi helyreállítása - 2007-2009
- Mezős T. - Bodó B.: Kaposszentjakab egykori bencés apátság műemléki bemutatásának revitalizációja. 2013-2014